# Nabłocie (gmina)
Nabłocie (niem. Nablat) – dawna gmina wiejska istniejąca w latach 1945–1946 w woj. wrocławskim (dzisiejsze woj. dolnośląskie). Siedzibą władz gminy było Nabłocie (obecnie Nabłoto).
Gmina Nabłocie powstała po II wojnie światowej na terenie tzw. Ziem Odzyskanych (tzw. II okręg administracyjny – Dolny Śląsk). 28 czerwca 1946 gmina – jako jednostka administracyjna powiatu żarskiego – weszła w skład nowo utworzonego woj. wrocławskiego.
Według stanu z 28 czerwca 1946 gmina liczyła 659 mieszkańców. Gminę zniesiono krótko po tym, po włączeniu do niej zniesionych miast Barść i Brody, i przekształceniu jej w gminę Brody.